# Университет Пуатье
Университет Пуатье (фр. Université de Poitiers) — французский публичный университет в Пуатье, один из старейших во Франции. На 2011 год на его 7 факультетах обучалось почти 23 тыс. человек.

## История
Основан в 1431 при Папе Римском Евгении IV и подарен им королю Франции Карлу VII. В начале деятельности университета здесь преподавались теология, каноническое и гражданское право, медицина и искусства.
В XVI веке университет Пуатье заслужил европейскую репутацию и стал вторым по популярности после парижского университета (Сорбонна). Число обучающихся доходило до 4000 человек.
Университет во время Великой французской революции был закрыт и сильно пострадал. Возобновил работу только в 1896 году.
В числе студентов, обучавшихся в университете Пуатье, были такие выдающиеся люди, как Фрэнсис Бэкон, Жоашен Дю Белле, Барнабе Бриссон, Франсуа Виет, Декарт, Франсуа Рабле, Онезим Реклю и другие.

## Структура
Сейчас в его состав входит 6 институтов, 2 высших инженерных школы (École Nationale Supérieure d’Ingénieurs de Poitiers — Higher National Engineering School of Poitiers) (ENSIP) и высшая школа экономики и менеджмента, подготовка ведется на 7 факультетах, по направлениям:
- Права и общественных наук
- Экономики
- Основ и применения науки
- Литературы и лингвистики
- Гуманитарных наук и искусств
- Спортивных наук
- Медицины и фармакологии